# شوالیه
شوالیه (به فرانسوی: Chevalier، به معنی تحت‌اللفظی: سوارکار) مقام افتخارآمیزی است که رؤسای دولت (همچنین پاپ) یا نمایندهٔ آنان در پیِ خدمت به پادشاه، کلیسا یا کشور به شخصی (به‌ویژه افراد نظامی) اعطا می‌کنند. در فرهنگ ایرانی برابر این مفهوم با واژهٔ شَهسَوار بیان می‌شود.

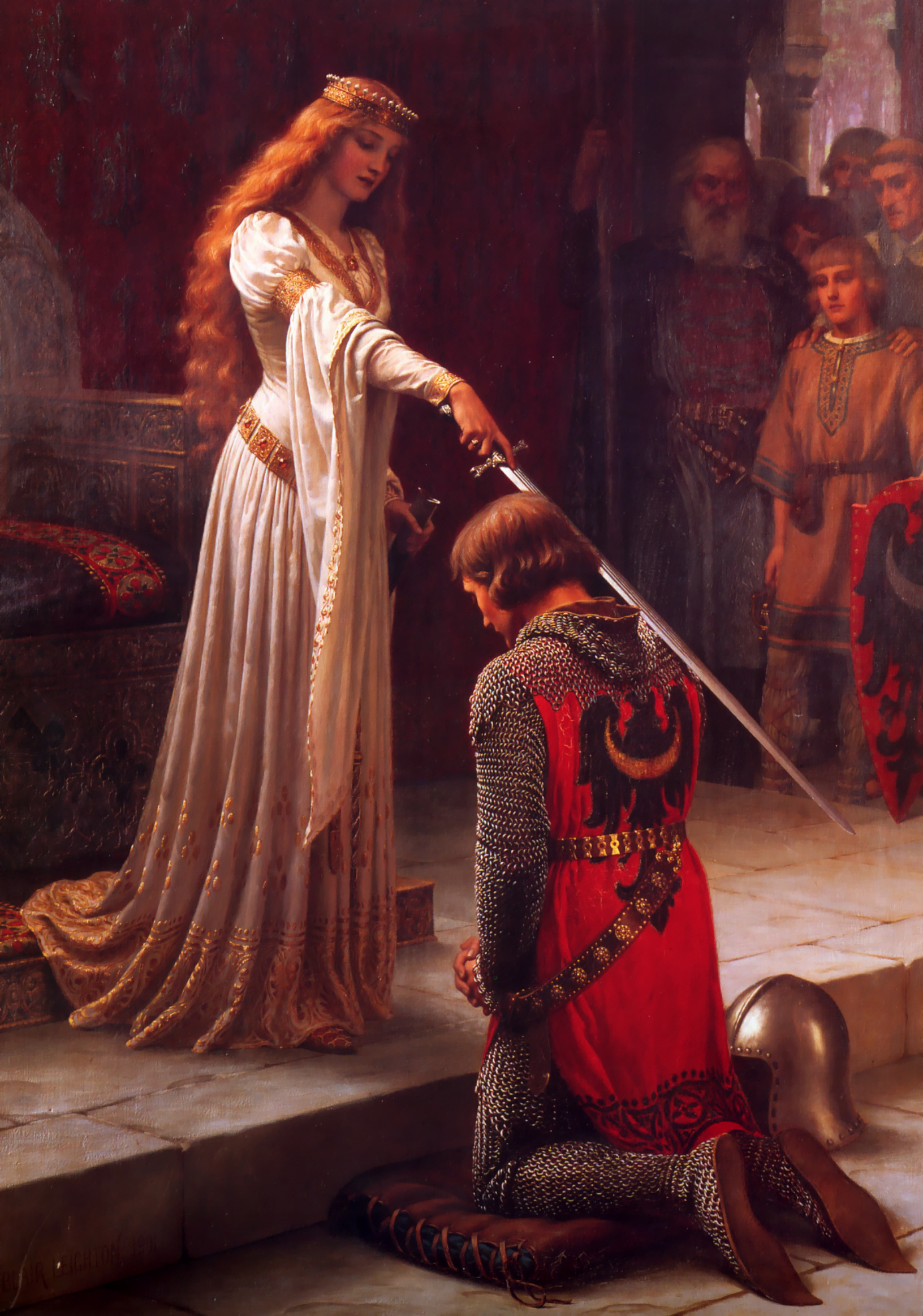
نقاشی از یک شوالیه در حال دریافت لقب شوالیه از ملکهٔ بریتانیا، اثر ادموند لیتون

دوره‌ای از قرون وسطا را «عصر شوالیه‌گی» می‌نامند. این دوره هنگامی بوده است که شوالیه‌ها، یا شهسواران، در راه خدا و شاهان و برای حمایت ضعیفان می‌جنگیدند.
شهسوار می‌بایست نجیب‌زاده باشد. خانواده‌اش می‌بایست اصیل و صاحب زمین باشد. حتی پسران کوچک‌تر یک خانوادهٔ اصیل هم غالباً به درجه و مقام شهسواری نمی‌رسیدند. پسری که می‌خواست شهسوار شود، می‌بایست آموزش شهسواری را بسیار زود شروع کند. وقتی که هفت یا هشت ساله بود، فرمانبر یکی از بزرگان می‌شد و سال‌ها در خدمت او می‌گذرانْد. فرمانبر سر سفره برای خدمت به استادش حاضر می‌شد، او را در جنگ‌ها و حوادث او را یاری می‌کرد، در هنگام بیکاری به ورزش‌های زیادی می‌پرداخت که بعضی بسیار خطرناک بود. در کنار این امور، شیوه به‌کار بردن سلاح‌های شهسواران را، که نیزه و شمشیر بود، یادمی‌گرفت. فرمابر به ورزش‌های زیادی می‌پرداخت تا قوی و نیرومند شود. وقتی که چهارده ساله می‌شد، او را نوچه می‌نامیدند. نوچه به استاد خود در همه حال کمک می‌کرد.
نوچه باید جنگیدن را یاد می‌گرفت، سوارکاری می‌کرد، و لباس‌های جنگی استادش را مرتب می‌کرد. نوچه‌ها با شمشیر چوبی تمرین می‌کردند تا آنکه آمادهٔ جنگیدن با شمشیر واقعی شوند. آنان همچنین باید یادمی‌گرفتند که چگونه نیزه‌داری کنند و از نیزه و سپر استفاده نمایند.
اگر نوچه خوب کار می‌کرد و استادش از او راضی بود، روزی فرا می‌رسید که به مقام شهسواری نایل می‌شد. این مراسم معمولاً در کلیسا برگزار می‌شد. نوچه زانو می‌زد، دعا می‌کرد و بعد استاد شمشیری بر شانه‌های او می‌زد و می‌گفت: «اکنون تو شهسواری!»
بعضی نوچه‌ها در میدان نبرد به‌واسطهٔ کارهای دلاورانه لقب شوالیه می‌گرفتند. این شهسواران را «شوالیهٔ شمشیر» می‌نامیدند. اما بعضی با تشریفات فراوان در قصر ارباب خود شهسوار می‌شدند. این تشریفات با حمام رفتن آغاز می‌شد. شهسوارانی که با این تشریفات به مقام خود می‌رسیدند، «شوالیهٔ گرمابه» نامیده می‌شدند.
شهسوار، لباس مخصوص می‌پوشید. لباس او شامل زره فلزی، کلاه‌خود، سپر و شمشیر بود. زره فلزی از بدن او در مقابل نیزه و شمشیر محافظت می‌کرد. او همچنین اسبی نیرومند داشت و هنگام جنگ با آن می‌تاخت. شهسوار وظیفه داشت از شاه و مردم خود دفاع کند. او باید راستگو، بخشنده، جوانمرد و باوفا باشد. شهسوار باید از فقیران حمایت کند، از زنان و کودکان دفاع کند و در جنگ دلاور باشد. گاهی شهسواران به سفرهای دور می‌رفتند. آنان به جاهای دوردست می‌رفتند تا با دشمنان شاه بجنگند یا از سرزمین‌های مسیحیان در برابر حمله محافظت کنند.
شهسواران در نمایش‌های رزمی نیز شرکت می‌کردند. در این نمایش‌ها دو شهسوار با نیزه به سوی هم می‌تاختند تا دیگری را از اسب پایین بیندازند. این مسابقه‌ها «نبرد تن‌به‌تن» نام داشتند و تماشاگران زیادی داشتند.
شهسواران نقشی بزرگ در تاریخ سده‌های میانه ایفا کردند، ولی با گذشت زمان و پیشرفت جنگ‌افزارها، نقش آنان کمتر شد. در آن دوران برخی شوالیه‌ها فرماندهی سواره‌نظام ارتش را برعهده داشتند و افرادی اسماً شجاع بودند که برای کشورشان افتخار کسب می‌کردند. شوالیه‌ها الزاماً نظامی نبودند. درصد بالایی از شوالیه‌ها از بین رجال، اشراف، ثروتمندان و مردان مذهبی انتصاب می‌شدند. از سوی دیگر کلیسای کاتولیک (واتیکان) به برخی زائرین سرشناس اروپایی که سفر مشقت‌بار اروپا به اورشلیم را جهت زیارت کلیسای مقبرهٔ مقدس در اورشلیم به جان می‌خریدند، این لقب را اهدا می‌کرد. برخلاف باور عمومی، شوالیه لقب سلطنتی نیست. یک شوالیه وقتی اشرافی محسوب می‌شود که از بین اشرافیان برخاسته باشد.

## شوالیه‌ها در ادبیات
در آثار ادبی، قهرمان قرون وسطا یا شوالیه حق انتخاب دارد و به جستجوی ماجرا می‌رود. او عرصهٔ رویارویی خود با آزمون‌ها را انتخاب می‌کند و هویتش را با این انتخاب شکل می‌دهد. ماجراهای زندگی شوالیهٔ قرون وسطا بسته به عرصه‌ای که برای فعالیت‌هایش برگزیده، تغییر می‌کند. البته شوالیه رخدادهای زندگی‌اش را بر اساس روایت و آرمان‌شهر خود انتخاب می‌کند اما نمی‌توان ماجراهای زندگی او را پیش‌بینی کرد، درست مانند دن‌کیشوت.

## لقب شوالیه در بریتانیا
در قرن بیستم دربار بریتانیا با اهدا کردن لقب شوالیه به کسانی که دستاوردها و افتخارات فوق‌العاده برای بریتانیا و جهان کسب می‌کردند اقدام نمود که تا امروز ادامه دارد. دریافت‌کنندگان این لقب، از خوانندگان مشهور انگلیسی تا کوهنوردان حرفه‌ای، دانشمندان، نویسندگان، ورزشکاران و بازیگران سینما تا «شخصیت‌های سیاسی» متفاوتند. لقب شوالیه دارای درجات مختلفی است و معمولاً در «مراسم سال نو» در کاخ باکینگهام در لندن به دریافت‌کنندگان اهدا می‌شود.

## سایر نقاط جهان
این لقب اکنون جز بریتانیا در اکثر جوامع اروپایی منسوخ شده و هیچ معنای رسمی یا اداری ندارد. فقط چند سازمان سرّی ازجمله فرقهٔ مقبرهٔ مقدس اورشلیم اعضای سازمان خود را شوالیه می‌نامند.